# Köşk
Köşk est une ville de la province d'Aydın dans la région égéenne en Turquie.